# Tash Rabat

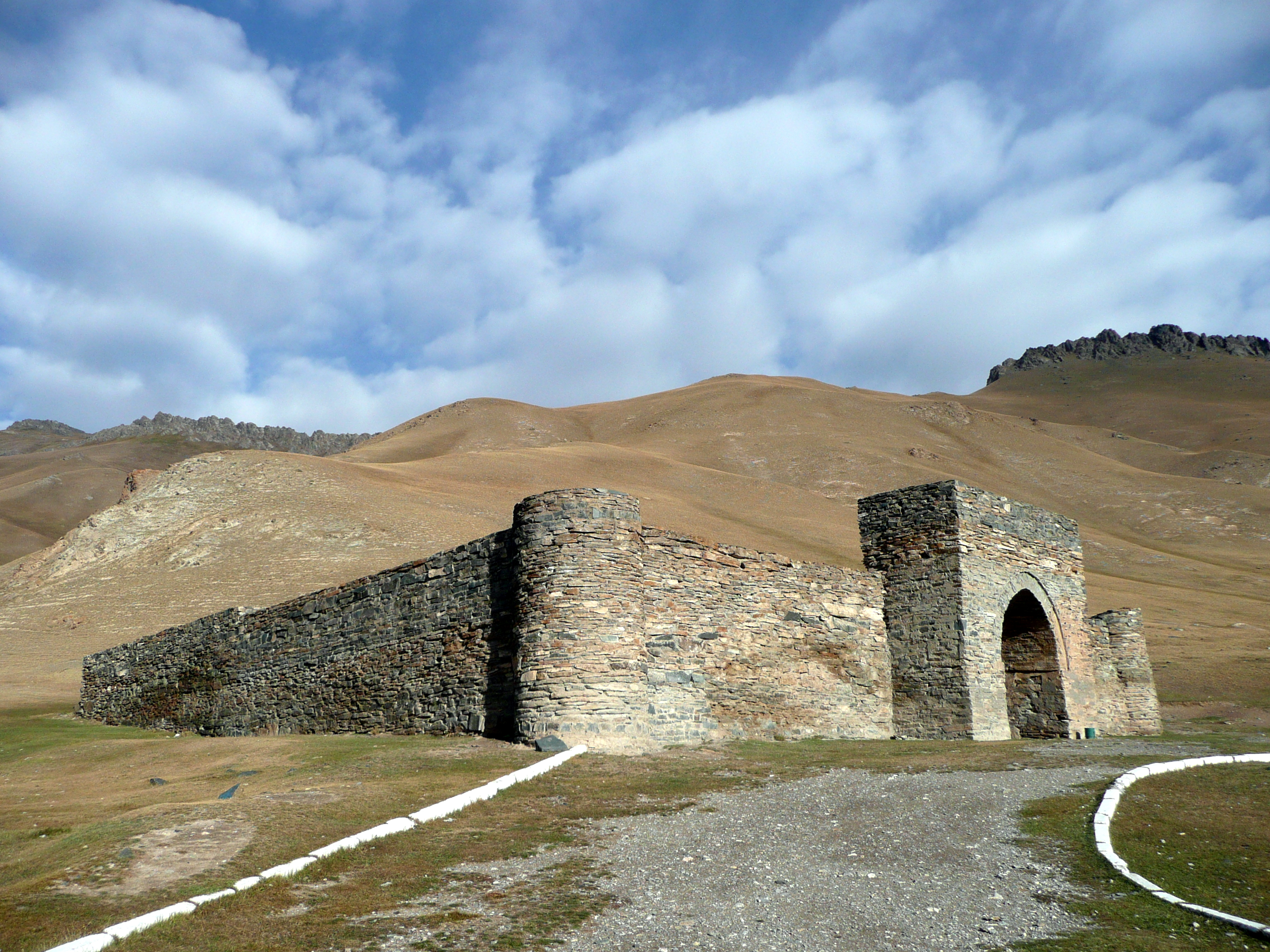
Tash Rabat en septiembre

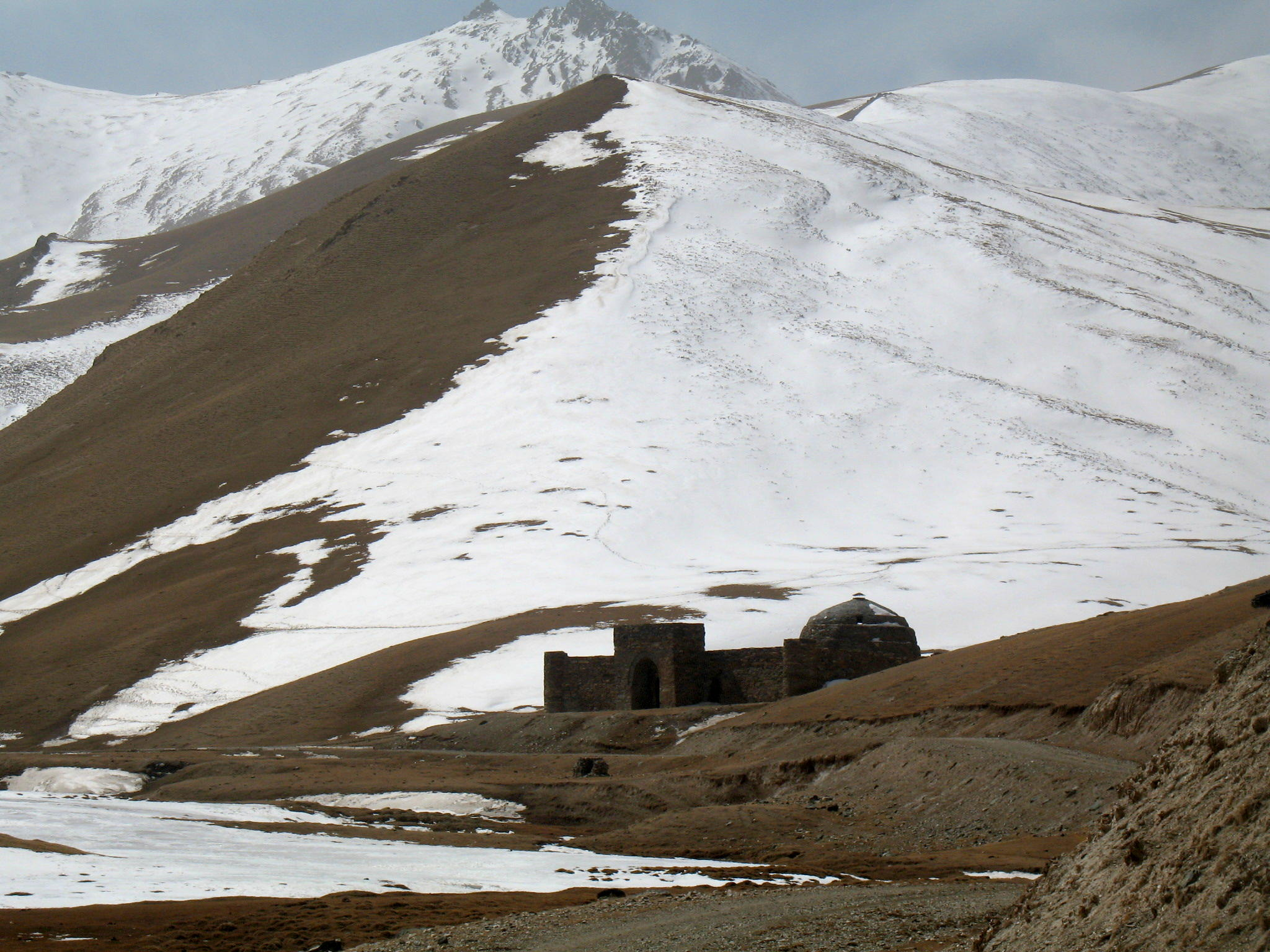
Tach Rabat en primavera

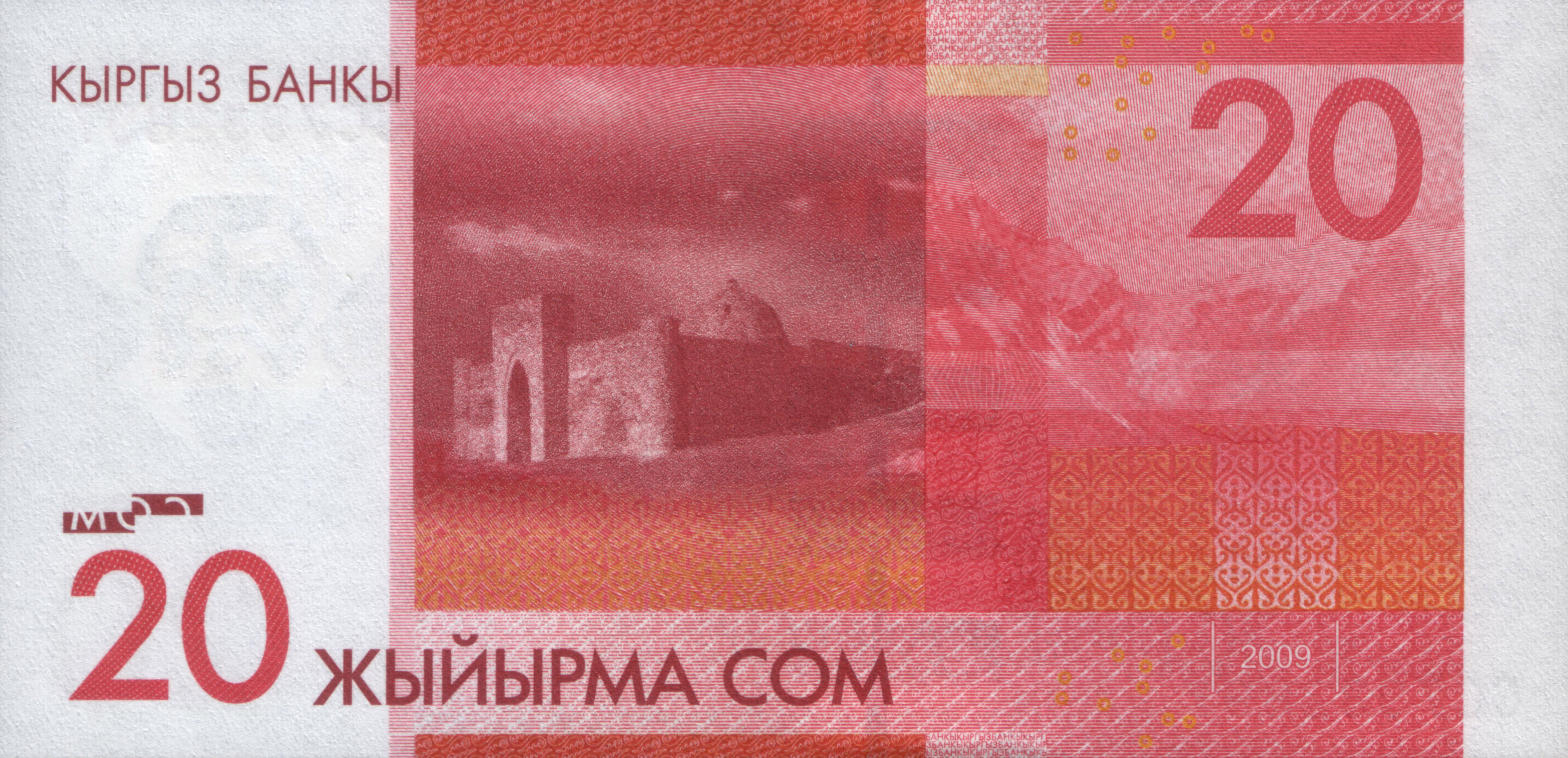
Tach Rabat en un billete de 20 som

Tash Rabat (en kirguís Таш Рабат) es un antiguo caravasar del siglo XV, en piedra y bien conservado, ubicado en el Distrito de At-Bashi, de la Provincia de Naryn, en la República de Kirguistán, en Asia Central. El nombre significa «posada de piedra».

## Ubicación
Tash Rabat se encuentra en la zona sur de la cordillera de Atbaschy (en la sección de las montañas Tian Shan), los llamados «Montes Celestiales», a unos 3105 m de altitud y a unos 15 km al suroeste de la carretera A365, que lleva a un ramal de la Ruta de la Seda. Se encuentra a unos 80 km de Naryn, la capital provincial, atravesando el paso de montaña Torugart, de 3752 m de altitud, cerca de la frontera chino kirguisa. Está junto al río de montaña Tash Rabat, uno de los ríos tributarios del Karakojun, en uno de los valles laterales. Se accede por una pista sin asfaltar que transita el valle. Con un poco de suerte, se pueden ver yaks pastando en los prados del valle.
A unos 30 km al sur, al otro lado de la alta cordillera, está el lago alpino	Chatyr-Kul.

## La construcción
Tiene muros a base de piedra de cantera, de una sola planta, a modo de fortaleza. Está construido en la ladera de la montaña, que aquí es plana y poco inclinada. En la parte de la pendiente, se dice que hubo uno o más túneles de escape. El interior está dividido en varias habitaciones y cámaras parcialmente conectadas entre sí por un pasillo central y uno contiguo abovedado con una cúpula, que tiene salas agrupadas formando un antiguo espacio de oración.
En el centro del frente del complejo que mira al valle, se encuentra la única entrada por un portal ojival, con una puerta masiva y sobresaliente del resto del edificio, salvo la cúpula.
En ambas esquinas del frente de la edificación se alzan torres cilíndricas que solo sobresalen un poco del edificio. El techo es plano y está rodeado por un antepecho.

## Historia
Se dice que este caravasar fue construido ex novo o bien sobre un antiguo monasterio nestoriano construido en el siglo IX o en el X, cuando comerciantes cristianos nestorianos propagaban su religión a lo largo de la Ruta de la Seda hasta llegar a donde habitan los uigures, en la actual Sinkiang, que más tarde sería erradicada en Asia Central bajo el dominio de Tamerlán y de la dinastía timúrida en el siglo XIV. Otra versión  dice que originalmente fue un monasterio budista.
A causa de su cercanía a un ramal de la Ruta de la Seda, el lugar fue usado como caravasar tras la decadencia del monasterio. Era un lugar de parada y refugio contra la tormentas de nieve y los salteadores de caminos para caravanas y viajeros que hacían la ruta entre Kasgar (Sinkiang) y el lago Issyk-Kul en el valle de Ferganá.
Modernamente, en 1984, Tash Rabat fue renovado, pasando a ser una atracción turística. Cerca, en un campamento de yurtas vecino, se puede pernoctar.

## Otra información
Tash Rabat aparece representado en el reverso de los billetes de 20 som de la serie 2009 de la República de Kirguistán.